# Charleston nella guerra di secessione americana

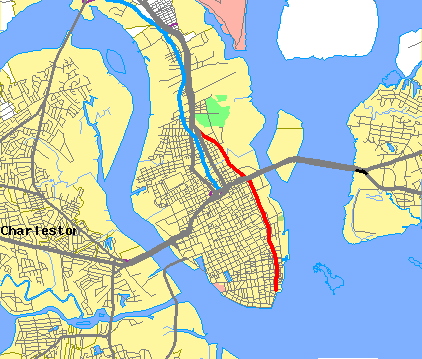
Mappa di Charleston (Carolina del Sud).

Nella guerra di secessione americana, Charleston (Carolina del Sud) fu uno dei primi e principali focolai delle origini del conflitto; allo scoppio della guerra civile divenne uno dei maggiori scali portuali affacciati sull'Oceano Atlantico per i nascenti Stati Confederati d'America.
I primi colpi del conflitto saranno quelli sparati dagli allievi ufficiali della The Citadel, The Military College of South Carolina per impedire ad una nave inviata a portare i necessari rifornimenti alla guarnigione federale asserragliata a Fort Sumter di attraccare.
Tre mesi dopo il bombardamento e la battaglia di Fort Sumter innescati dai sudisti produssero un accorato appello da parte della Presidenza di Abraham Lincoln atto a far intervenire un massiccio contingente militare volto a reprimere la ribellione in corso.
Sebbene la città e le sue fortificazioni circostanti siano state ripetutamente il bersaglio privilegiato sia dell'Union Army che dell'Union Navy, Charleston non cadde nelle mani federali fino agli ultimi mesi della guerra.

## Avvio delle ostilità
Secondo il Censimento nazionale del 1860 il centro urbano marittimo della Carolina del Sud si classificò alla 22ª posizione tra le più grandi città dell'Unione, con una popolazione di 40.552 abitanti. Come già l'incendio doloso di Washington del 1814 - al termine della Guerra anglo-americana - aveva dimostrato, le città costiere statunitensi risultavano essere assai vulnerabili davanti ad una flotta ostile.

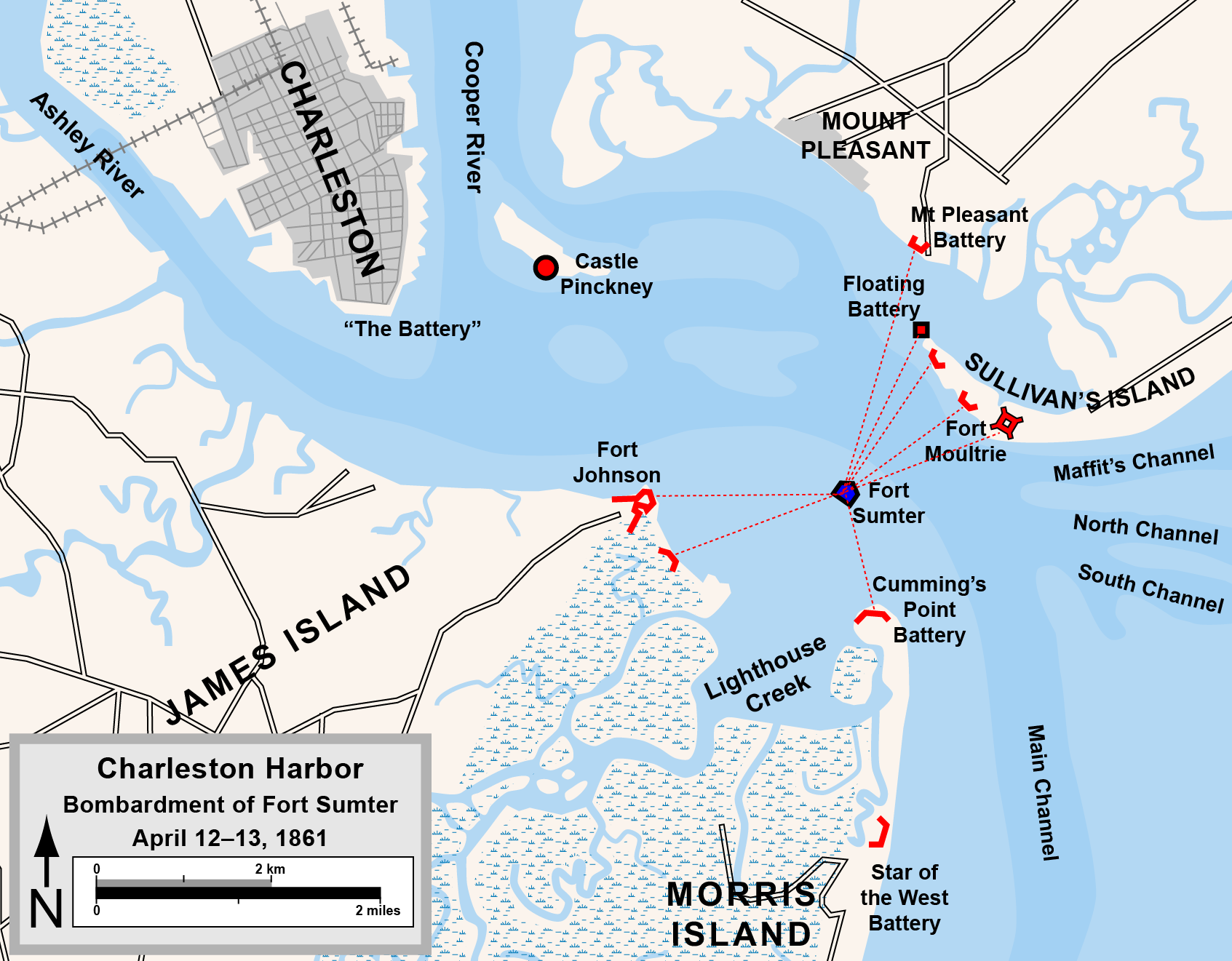
Charleston Harbor alla vigilia della battaglia di Fort Sumter.

Lungo la linea costiera atlantica la giovane nazione repubblicana iniziò pertanto a costruire una serie di fortezze; la più famosa delle quali sarà Fort Sumter, situato su una secca di mare al centro di Charleston Harbor. Attorno ad esso un gruppo di fortini e bastioni minori più antichi disposti a protezione del porto da una qualsiasi nave nemica.

A seguito delle elezioni presidenziali del 1860, che videro vincitore il candidato del Partito Repubblicano Abraham Lincoln lo Stato federato convocherà una speciale Convention proprio a Charleston per discutere della forte insoddisfazione nei riguardi del Governo federale e nei confronti delle opinioni di molti cittadini del Nord inerenti alla pratica dello schiavismo.
I delegati credettero che le dichiarazioni espresse dal nuovo Presidente eletto potessero rendere l'Abolizionismo negli Stati Uniti d'America come un probabile obiettivo della sua Amministrazione. Il 20 dicembre del 1860 la Convention votò affinché l'intera Carolina del Sud si ritirasse dall'Unione: era iniziata così la crisi secessionista.
In qualità di 1º Stato ad assumere una tal decisione emetterà anche una Dichiarazione delle cause immediate col compito di spiegare il perché ci si sarebbe dovuti separare dagli Stati del Nord. A partire dal tempo del Compromesso del Missouri (1820) la difesa a spada tratta della schiavitù - molto più delle questioni tariffarie o dei cosiddetti "diritti degli Stati" - rappresentò il fattore principale che contribuì alla secessione del profondo Sud. La Convention dichiarò:
I meridionali bianchi americani cominciarono a temere sempre più gli ipotetici atti di rivolta delle persone afroamericane schiavizzate: nel 1860 poco meno della metà della popolazione totale della Carolina del Sud era ridotta in una condizione di schiavitù perpetua.

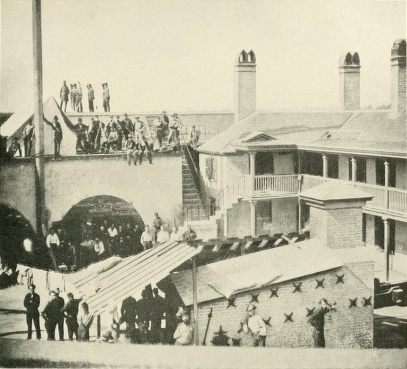
Prigionieri di guerra dell'Union Army a Castle Pinckney dopo la prima battaglia di Bull Run.

A seguito del proprio unilaterale atto di secessione la milizia statale s'impadronì con la forza di Castle Pinckney e dell'arsenale di Charleston, sequestrandone in tal modo le forniture di armi e munizioni. Il 9 gennaio del 1861 venne cannoneggiata l'imbarcazione Star of the West mentre stava per entrare nella rada; il vanto locale fece definire questi i primi atti della guerra civile.

La nave era stata inviata dalla Presidenza di James Buchanan - oramai in scadenza - con aiuti umanitari ed altro materiale per la piccola guarnigione federale. Con la fine della stagione invernale i vecchi fortini semi-abbandonati posti tutt'attorno alla città furono restaurati e concentrati contro il massiccio, ma non ancora del tutto completato, forte federale.
Proprio mentre si celebrava la cerimonia d'insediamento del Presidente legittimo il Presidente degli Stati Confederati d'America nominerà il generale Pierre Gustave Toutant de Beauregard della Louisiana ad assumere il comando direttivo delle operazioni d'assedio virtuale dell'isola-Fortezza posta al centro dell'ingresso del porto.
Informato dalla nuova Amministrazione che una nave di rifornimenti, con cibo ma senza uomini o munizioni, si apprestava a essere inviata al fortino Jefferson Davis - dopo essersi consultato con il proprio Gabinetto secessionista, il 9 di aprile diede ordine che il forte venisse preso con la forza prima che potesse venire rifornito.

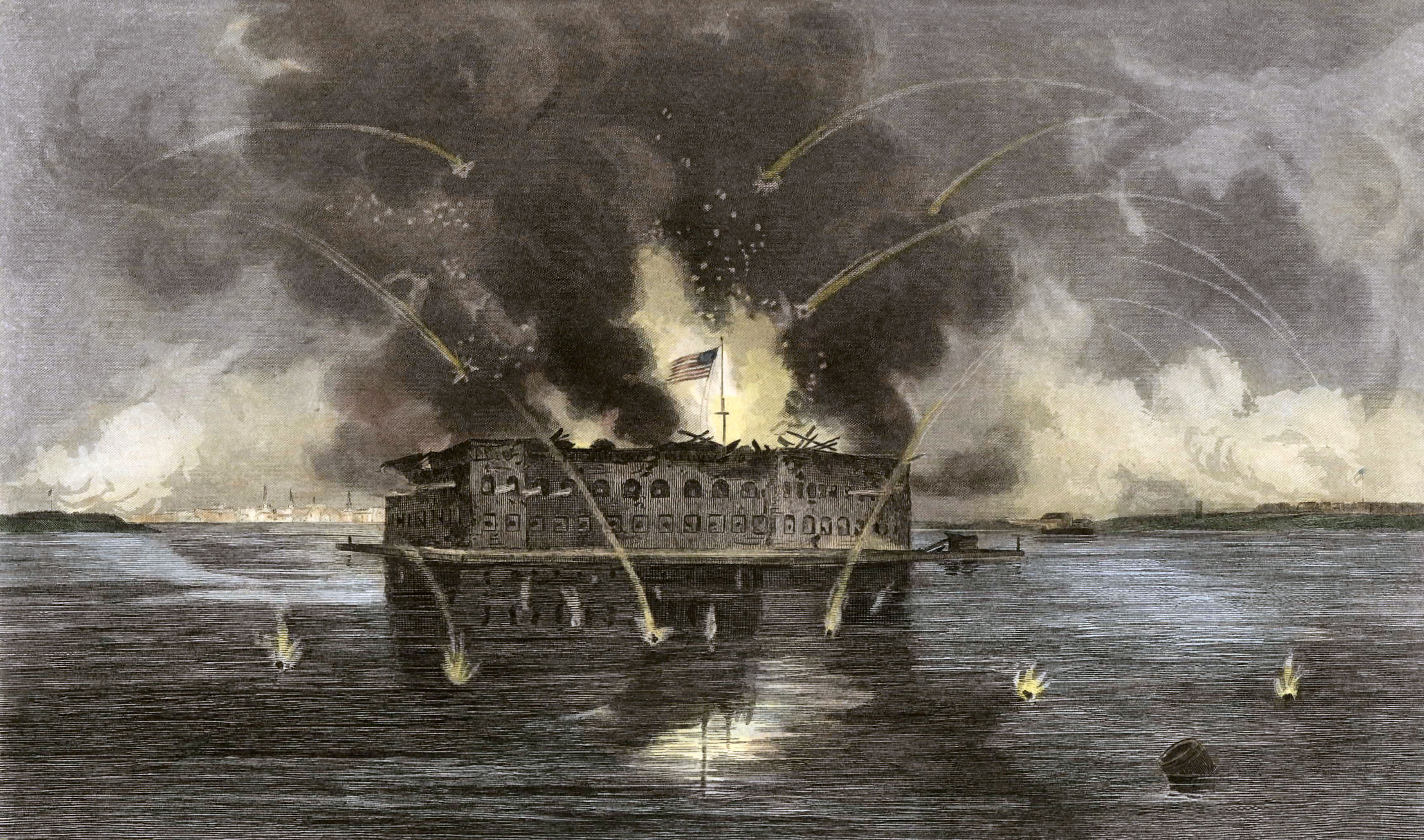
Illustrazione del bombardamento di Fort Sumter.

Il giorno 12 seguente, alle ore 3:20 di notte, dopo aver intrapreso un ultimo sforzo per costringere alla resa la guarnigione, il colonnello sudista Robert Chestnut avvertì il comandante unionista Robert Anderson che entro un'ora le batterie d'artiglieria cittadine avrebbero iniziato ad aprire il fuoco. Anderson, che era stato docente di tattica militare d'artiglieria all'United States Military Academy, reso ben consapevole delle conseguenze che l'atto avrebbe comportato, ne rimase profondamente commosso.
Come sarebbe accaduto ancora molte volte nei successivi 4 anni i maggiori leader coinvolti nella lotta si conoscevano assai bene; lo stesso Beauregard, di ritorno a West Point, era stato l'assistente di Anderson. Questi si preparò quindi a difendere Fort Sumter ed assieme ad esso la bandiera degli Stati Uniti d'America che sventolava sopra il ridotto gruppetto composto da 85 uomini.

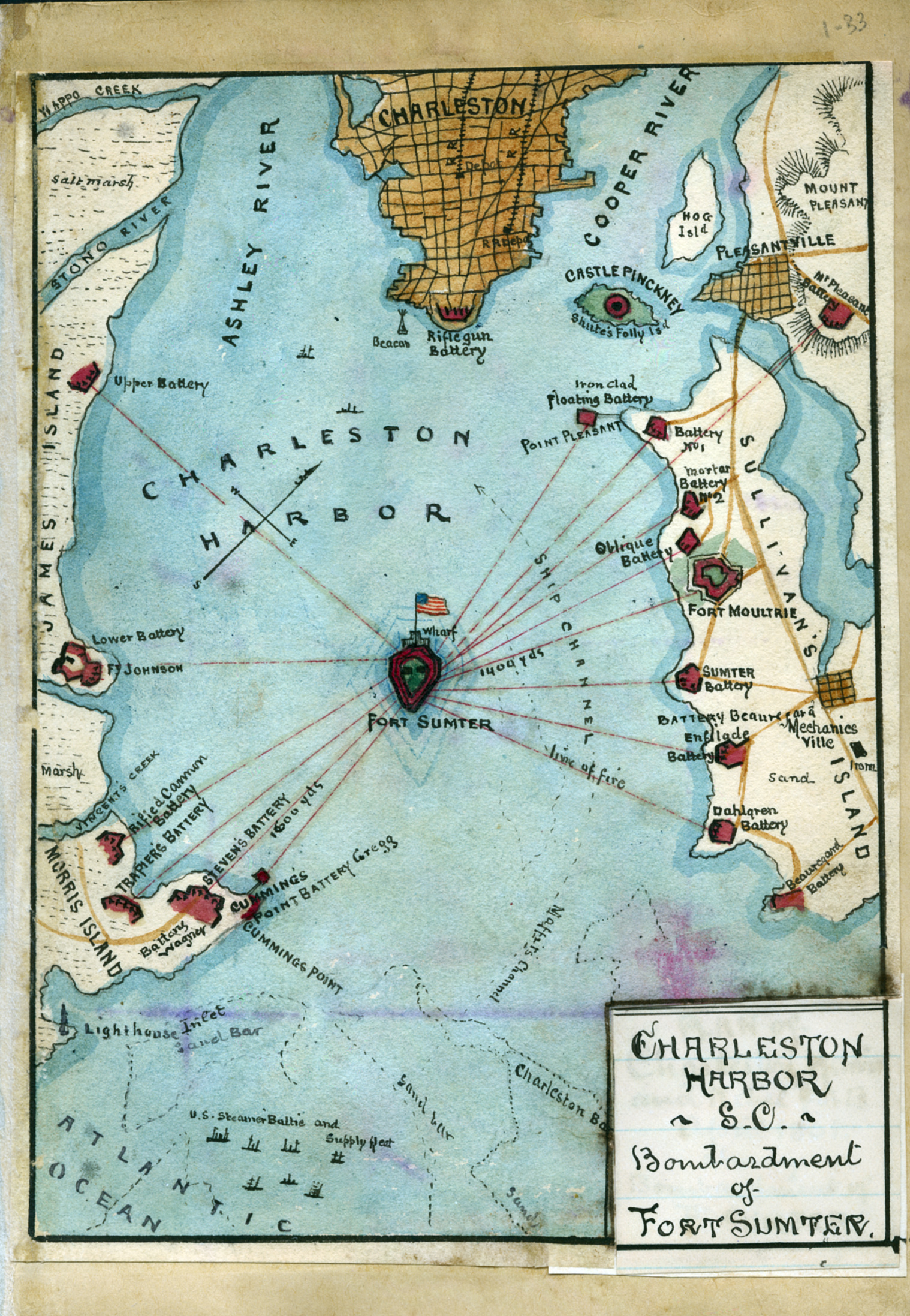
Mappa del cannoneggiamento concentrico effettuato contro Fort Sumter.

A seguito di un bombardamento incessante proseguito per più di 34 ore consecutive, Anderson si trovò costretto a consegnare il forte alle truppe secessioniste.
Durante la maggior parte del tempo del conflitto i protagonisti dell'azione, i cadetti della Cittadella, dal "South Carolina's Military Institute" continueranno ad aiutare attivamente il Confederate States Army assoldando reclute, fabbricando munizioni, proteggendo i depositi di armi e sorvegliando i prigionieri di guerra nei campi di concentramento appositamente istituiti.

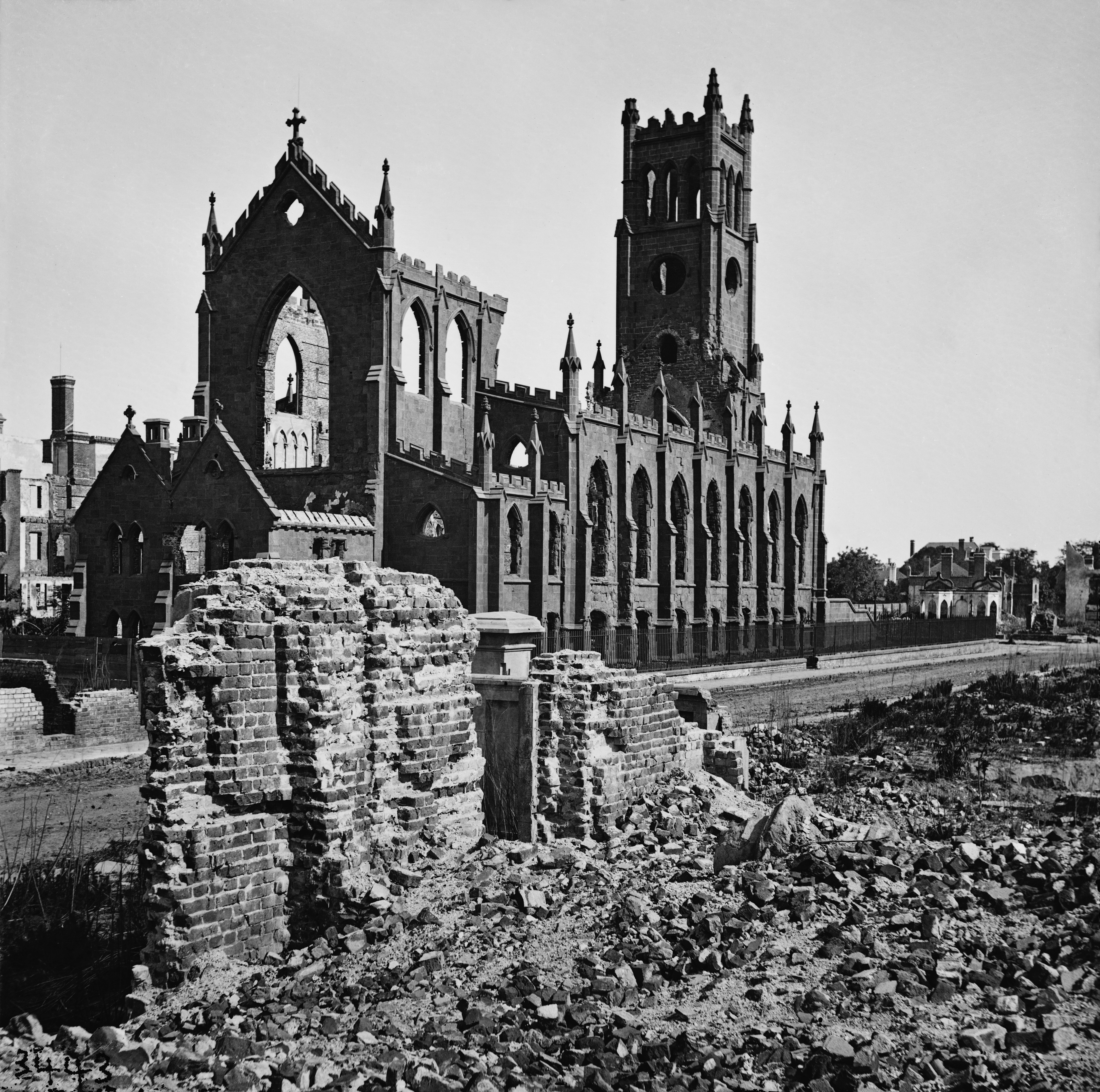
I resti della Cattedrale di Saint John e Saint Finbar dopo l'incendio della fine del 1861.

L'11 dicembre del 1861 un enorme incendio incenerirà 164 acri della città, distruggendo completamente la Cattedrale della Chiesa cattolica negli Stati Uniti d'America di St. Finbar, la Circular Congregational Church e la Hall dell'University of South Carolina, assieme a quasi 600 altri edifici. La gran parte del danno rimase non riparato fino al termine del conflitto.
Nel giugno dell'anno seguente la piccola ma importante battaglia di Secessionville, nell'odierna James Island, la forza confederata riuscirà a respingere i molto più numerosi avversari. Il temporaneo successo fornirà alla città intera un rilevante mezzo di propaganda, salvandola in tal maniera dalla minaccia di un'invasione via terra.
Fino all'ultima fase della guerra Charleston non sarebbe più stata direttamente minacciata.

## Ultimi anni di guerra
Poiché la quasi totalità delle città portuali del Sud erano state serrate nella morsa del blocco dell'Unione, Chaleston divenne rapidamente uno dei centri di maggior importanza per i violatori del blocco. I ripetuti tentativi condotti dall'Union Navy di prendere la città abbattendone le difese poste a raggiera nel terreno circostante a colpi di cannonate si dimostreranno per lo più infruttuose.
Il centro urbano resistette agli attacchi militari condotti contro di esso per la maggior parte dei 4 anni di guerra. Nel 1863 l'Union Army inizierà una campagna militare offensiva contro le postazioni difensive portuali arroccate su Charleston Harbor, dando l'avvio ad un impegno congiunto sulla terraferma tramite un'operazione di guerra anfibia: la prima battaglia di Charleston Harbor.

Cannone a Morris Island in una foto di Mathew B. Brady.

Il bombardamento navale ingaggiato dalla Stone Fleet riuscirà comunque ad ottenere ancora una volta ben pochi risultati decisivi, con le unità militari terrestri che non riuscirono mai ad avere uno stabile possesso del territorio sotto costa. Nell'estate di quello stesso anno gli unionisti rivolsero la loro attenzione sulle batterie d'artiglieri dislocate a Fort Wagner su Morris Island, che sorvegliava l'entrata del porto da Sud-ovest.
Nella prima battaglia di Fort Wagner prima e nella seconda battaglia di Fort Wagner poi le forze dell'Unione (guerra di secessione americana) dovettero accusare pesanti perdite in un progettato tentativo fallito di conquista della fortezza. L'assedio messo in atto con estrema efficienza si rivelerà tuttavia sufficiente per costringere i confederati ad abbandonarla entro il mese di settembre.

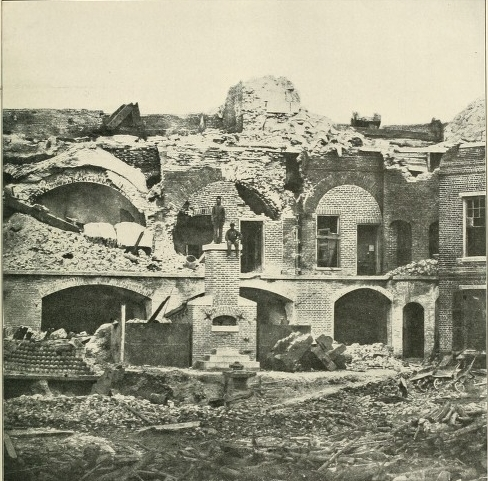
L'interno di Fort Sumter nel 1863.

Anche il tentativo di riprendere Fort Sumter grazie ad un raid navale inizialmente non portò ad alcun apprezzabile risultato, se non quello di ridurlo gradualmente in macerie tramite una serie compatta di bombardamenti provenienti dalle batterie di terra a partire dalla presa e messa in sicurezza della prospiciente Morris Island: la seconda battaglia di Fort Sumter.

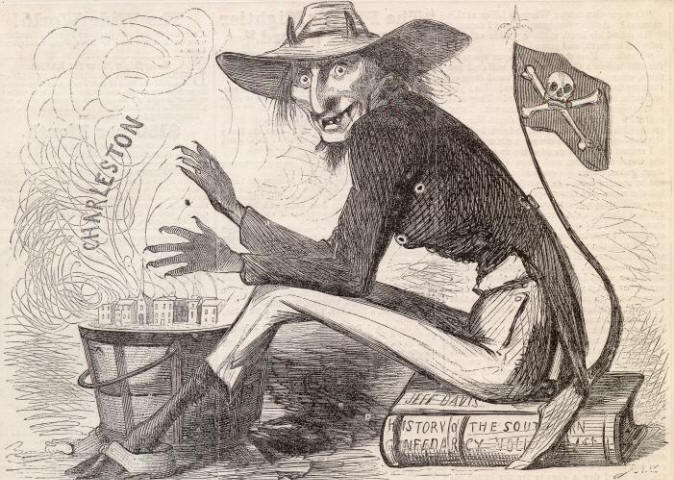
Vignetta di Harpers Weekly del 1862: Jefferson Davis in forma demoniaca si scalda le mani sui bombardamenti di Charleston. Si siede su un libro intitolato "History of the Southern Confederacy". Una bandiera con teschio e ossa incrociate sventola al di sopra della sua coda.

Con lo sviluppo di artiglierie rinnovate e più a lungo raggio la minaccia diretta alla città si farà sempre più vicina. Nel novembre del 1863 il secessionista presidente degli Stati Confederati d'America la visitò ed al termine del percorso non mancherà di sottolineare il suo pensiero: "meglio che sia ridotta ad un mucchio di rovine piuttosto che la resa".
I bombardamenti cominciati verso la fine dell'anno continueranno con sempre maggior frequenza ed intensità per 587 giorni, giungendo a bersagliare a getto continuo praticamente qualsiasi angolo del tessuto urbano; il risultato fu la distruzione completa di gran parte di ciò ch'era riuscito a rimanere in piedi dopo il grande incendio scatenatosi appena 2 anni addietro.

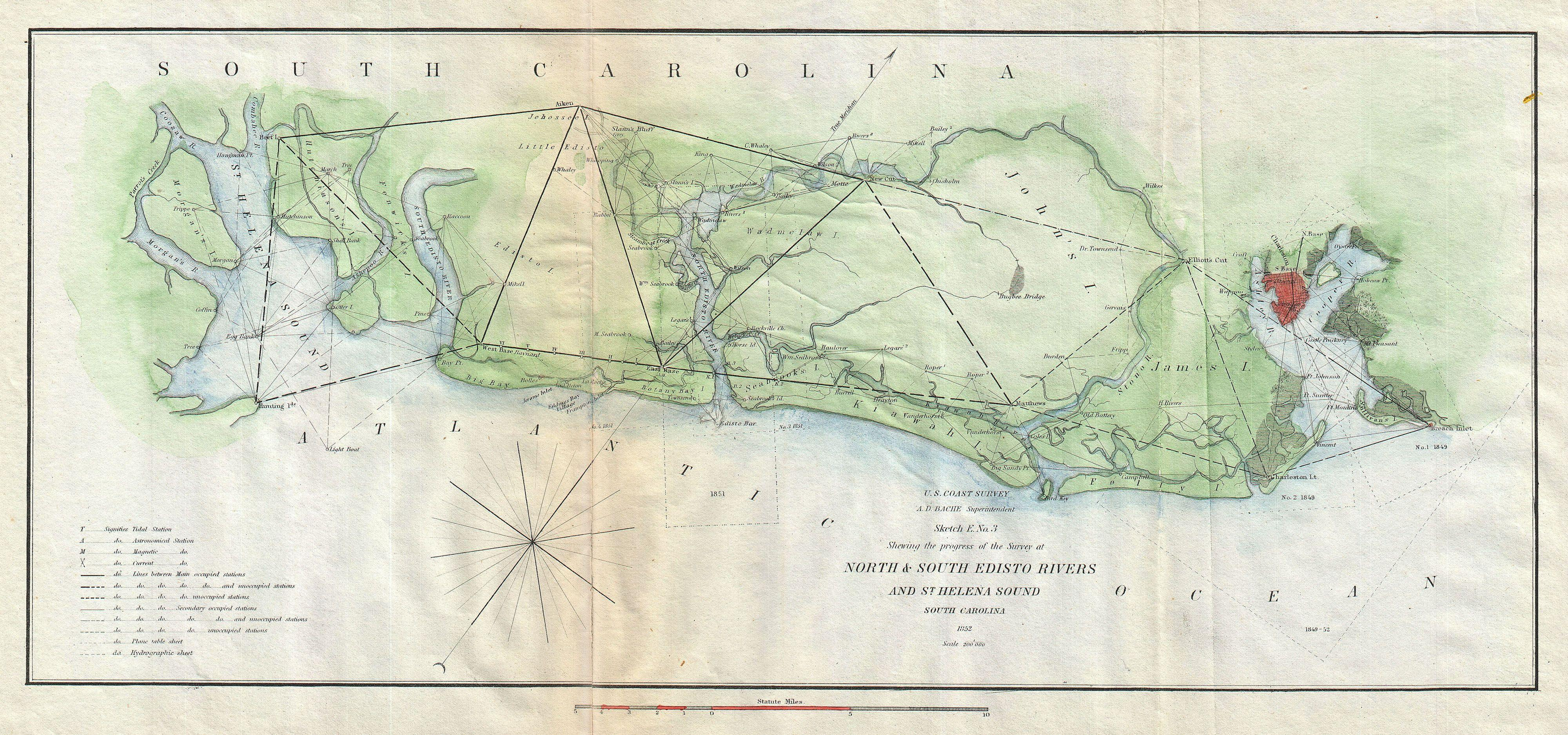
Mappa della zona costiera di Johns Island ad Ovest di Charleston (Carolina del Sud).

Una serie coordinata di attacchi vennero lanciati all'inizio di luglio del 1864, tra cui un assalto anfibio al sopravvissuto Fort Johnson e un'invasione di Johns Island. Queste aggressioni ripetute, pur non portando alla realizzazione degli obiettivi ultimi prefissatisi dagli unionisti, continueranno a logorare le sempre più sofferenti strutture difensive cittadine. Alla fine gli ultimi strenui combattenti sudisti saranno respinti: la città venne presa solamente un mese e mezzo prima del termine generale delle ostilità.
Il 17 febbraio del 1864 lo scalo portuale fu anche il luogo del primo attacco sottomarino riuscito nella storia, quando la CSS H. L. Hunley compì un audace attacco notturno contro lo sloop-of-war USS Housatonic (1861); sebbene parzialmente vittoriosa l'imbarcazione farà naufragio mentre stava ritornando dalla missione, ponendo così fine alla minaccia per il blocco dell'Unione. L'affondamento della USS Housatonic rimarrà negli annali della storia militare degli Stati Uniti d'America.
Mentre la Campagna delle Caroline vedeva gli uomini di William Tecumseh Sherman marciare irresistibilmente sempre più addentro il cuore del territorio nemico, la situazione per Charleston si fece sempre più precaria. Il 15 febbraio del 1865 Pierre Gustave Toutant de Beauregard ordinò l'immediata evacuazione delle rimanenti forze confederate; il 18 seguente il sindaco consegnò le chiavi della città al comandante unionista Alexander Schimmelfennig.

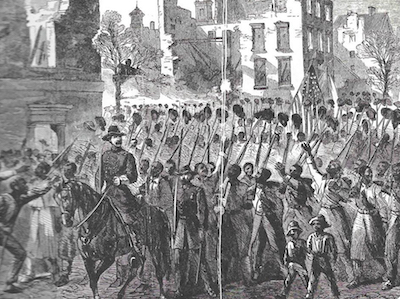
Il colonnello Charles Fox guida le truppe afroamericane del 55th Massachusetts Infantry all'interno della città appena conquistata.

I militari assunsero subito il controllo dei siti chiave: i primi soldati ad entrare e quindi ad attraversare trionfalmente Charleston, da cui tutto era iniziato, saranno alcuni membri del 21st Infantry Regiment delle United States Colored Troops e del 55th Massachusetts Infantry, un altro reggimento composto da afroamericani.

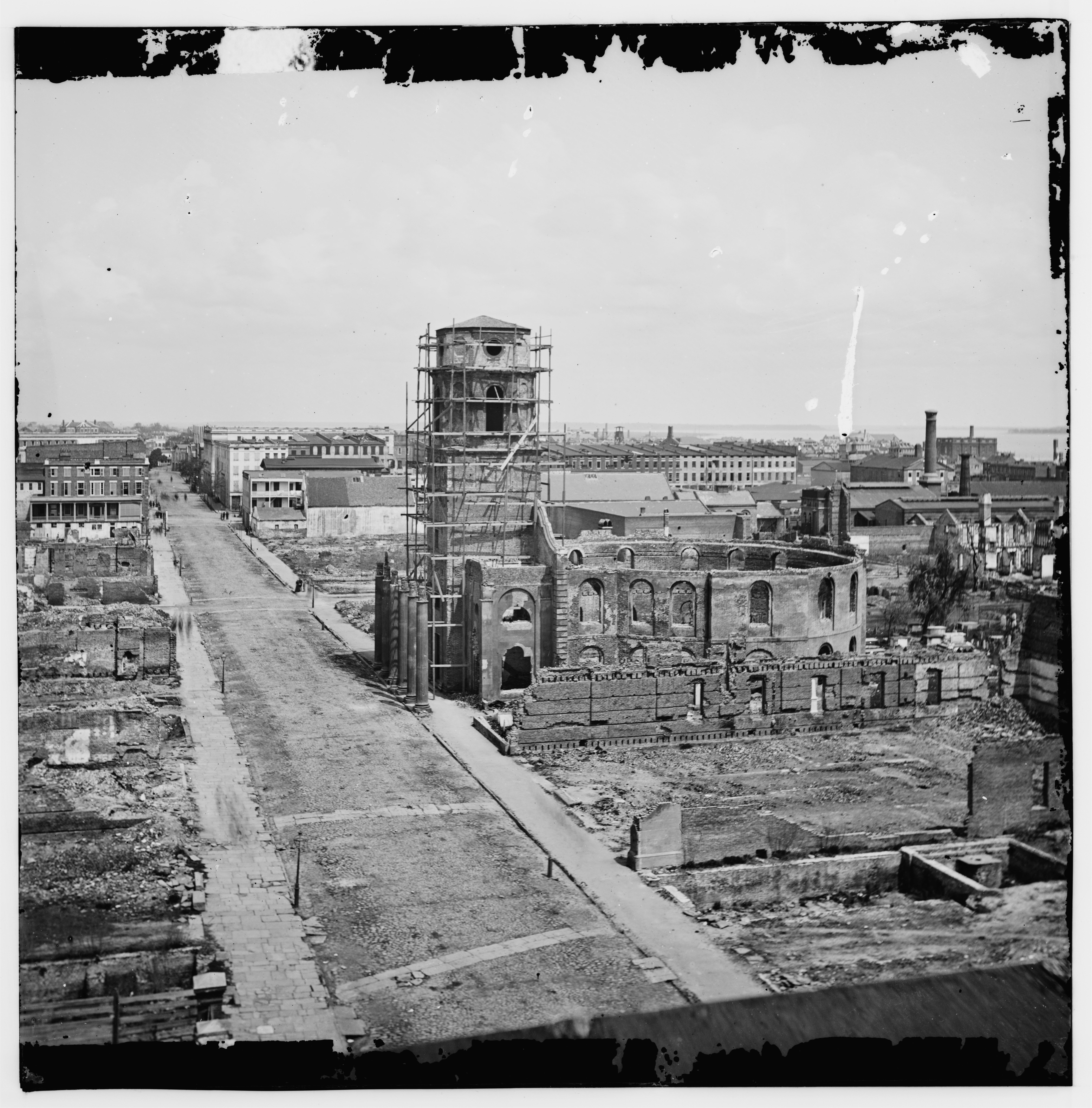
Una via di Charleston nel 1865.

Le forze federali continueranno a rimanere di pattugliamento per quasi tutto il periodo dell'Era della Ricostruzione.
(- Resoconto ufficiale di W. T. Sherman sulla marcia verso il mare di Sherman e la successiva Campagna delle Caroline.)